# دلوالي
دلوالي (بالهندية: दिलवाले) (بالإنجليزية: Dilwali)‏ بالعربية معناه القلب الكبير هو فيلم اكشن كوميديا ودراما هندي من بطولة شاروخ خان، كاجول، فارون داوان وكريتي سانون وإخراج روهيت شيتي. بدأ التصوير الرئيسي في 20 مارس 2015 مع داوان. وتم إصداره في 18 ديسمبر من نفس السنة.

## قصة الفيلم
يحكي الفيلم عن قصتي حب تنشأ في وسط العداء، الأولي هي بين كالي (شاروخان) وميرا (كاجول) حيث يلعب شاروخان دور كالي الابن بالتبني لزعيم العصابة الهندية وبين ميرا، وبعد الكثير من الأحداث المضطربة يفترق كل من كالي وميرا، يمر 15 عام ويلتقي فارون داوان وكريتي سانون ويعترف كل منهما الآخر بحبه، وعندما يذهب أخ فارون الأكبر وهو كالي (شاروخان) يعرف أن أخت كريتي سانون الكبري وولية أمرها بعد وفاة والدها هي ميرا (كاجول) وعندها تعترض ميرا (كاجول) علي هذه العلاقة بسبب مشكلات قديمة، ويحاول الاثنان فارون داوان وكريتي سانون الإجماع بين كالي (شاروخان) وميرا (كاجول) ويضعاهما في مواقف رومانسية تعيد لهم ذكريات حبهم القديم، وبعد أن تكتشف ميرا (كاجول) حقيقة المشكلة القديمة، تعتذر لكالي (شاروخان) وتوافق علي زواج الإثنين فارون وكريتي وبعدها يطلب كالي (شاروخان) من ميرا (كاجول) الزواج ويوافق الاثنان ثم تنتهي القصة نهايتها السعيدة.
ربما يعيد فيلم ديل والي الذكريات القديمة للثاني الذهبي لبوليوود، الملك شاروخان والرقيقة كاجول، كما يقدم نوعاً من الحداثة في بوليوود عن طريق الثنائي كريتي سانون وفارون داوان، كما يعد أول أفلام كاجول منذ فيلم توونبور كا سوبر هيرو (Toonpur Ka Super Hero) عام 2010 ، كما يعد هذا العمل سابع عمل يجمع بين كاجول وشاروخان بعد إسمي خان (My Name is Khan)، ووضعت آمال كبيرة في أن يحصد الفيلم الكثير في شباك التذاكر حول العالم، لكن الحقيقة كانت أقل من المنتظر، كما ورد علي لسان شاروخان.

## أبطال العمل
- شاه روخ خان
- كاجول
- فارون داوان
- المايانجا خان
- ديبيكا بادوكون
- بومان إيراني
- فارون شارما
- محمد إدموليد
- كبير بيدي
- فينود خانا
- جوني ليفر
- سنجاي ميشرا
- مورلي شارما
- موكيش تيواري
- شيتنا باندي

## الإنتاج
- في يناير 2015, صانع الأفلام روهيت شيتي أعلن عن بدء مشروعه القادم مع شاروخان.
- هذا تعاونه الثاني مع شاروخان بعد تشيناي اكسبريس 2013.
- سيبدأ التصوير في مارس 2015.
- شيتي وقع مع الممثل فارون داوان الذي ورد أنه سيكون أخ شاروخان في الفيلم وأيضا وقع مع كريتي سانون التي ستمثل مقابل داوان.
- في 14 مارس 2014, في عيد ميلاده، المخرج أكد أن كاجول ستكون البطولة الرئيسية مقابل شاروخان في الفيلم.
- الفيلم أيضا من بطولة كبير بيدي وفينود خانا.

## المشكلة والمقاطعة
تسببت تصريحات للنجم الهندي شاروخان في مشكلة كبيرة للفيلم، وذلك بعد أن انطلقت مظاهرات وحملات كثيرة في عدة أماكن من الهند تطالب الجماهير بمقاطعة هذا الفيلم وعدم مشاهدته، بدأت الأزمة بعد تصريح من النجم الشهير في أحد البرامج التليفزيونية، التي قال فيها إن بلاده أصبحت عنصرية لدرجة كبيرة، وإنه يجد تفرقة واضحة جدا بين الناس على أساس العقيدة أو الجنسية وأيضا لون البشرة، وتسببت هذه التصريحات في هجوم شديد على شاروخان لدرجة أن كثيرين اتهموه بالخيانة والعمالة لصالح باكستان، عدوة الهند اللدود.
وكردٍّ من شاروخان على هذه الأقاويل والأخبار، أجاب بينما كان يروّج للفيلم وقال: «قمنا بعملٍ جيّد لا يحمل إلّا المعاني الإيجابية، لذلك فإنني واثقٌ من أنّ الجميع سيشاهده».